# Spoorlijn Laon - Le Cateau
De Spoorlijn Laon - Le Cateau is een deels opgebroken Franse spoorlijn van Laon naar Le Cateau-Cambrésis. De lijn was in totaal 75,7 km lang en heeft als lijnnummer 236 000.

## Geschiedenis
De lijn werd aangelegd door de Compagnie des chemins de fer du Nord en in meerdere gedeeltes geopend. Van Laon naar Sains-Richaumont op 20 augustus 1888, van Wassigny tot Le Cateau op 1 april 1892, van Sains-Richaumont tot Guise op 1 juni 1892 en van Guise tot Wassigny op 1 september 1896.
Reizigersvervoer werd opgeheven tussen 1937 en 1938. Goederenvervoer heeft daarna nog plaatsgevonden tussen Wassigny en Saint-Souplet tot 1942, tussen Saint-Souplet en Le Cateau en Sains-Richaumont en Guise tot 1966. In 2006 werd het laatste gedeelte van de lijn tussen Laon en Sains-Richaumont gesloten, dit gedeelte is sindsdien buiten gebruik, de rest van de lijn is opgebroken.

## Aansluitingen
In de volgende plaatsen is of was er een aansluiting op de volgende spoorlijnen:
Laon
RFN 076 000, spoorlijn tussen Reims en Laon
RFN 228 000, spoorlijn tussen Laon en Liart
RFN 228 601, stamlijn Laon
RFN 229 000, spoorlijn tussen La Plaine en Anor
RFN 261 000, spoorlijn tussen Amiens en Laon
Pouilly-sur-Serre
lijn tussen Dercy-Mortiers en Versigny
La Ferté-Chevresis
lijn tussen Ribemont en La Ferté-Chevresis
Flavigny-le-Grand
RFN 237 000, spoorlijn tussen Flavigny-le-Grand en Ohis-Neuve-Maison
Guise
RFN 242 626, spoorlijn tussen Saint-Quentin en Guise
Wassigny
RFN 238 000, spoorlijn tussen Busigny en Hirson
Le Cateau
RFN 242 000, spoorlijn tussen Paris-Nord en Lille
RFN 252 000, spoorlijn tussen Prouvy-Thiant en Le Cateau

## Galerij

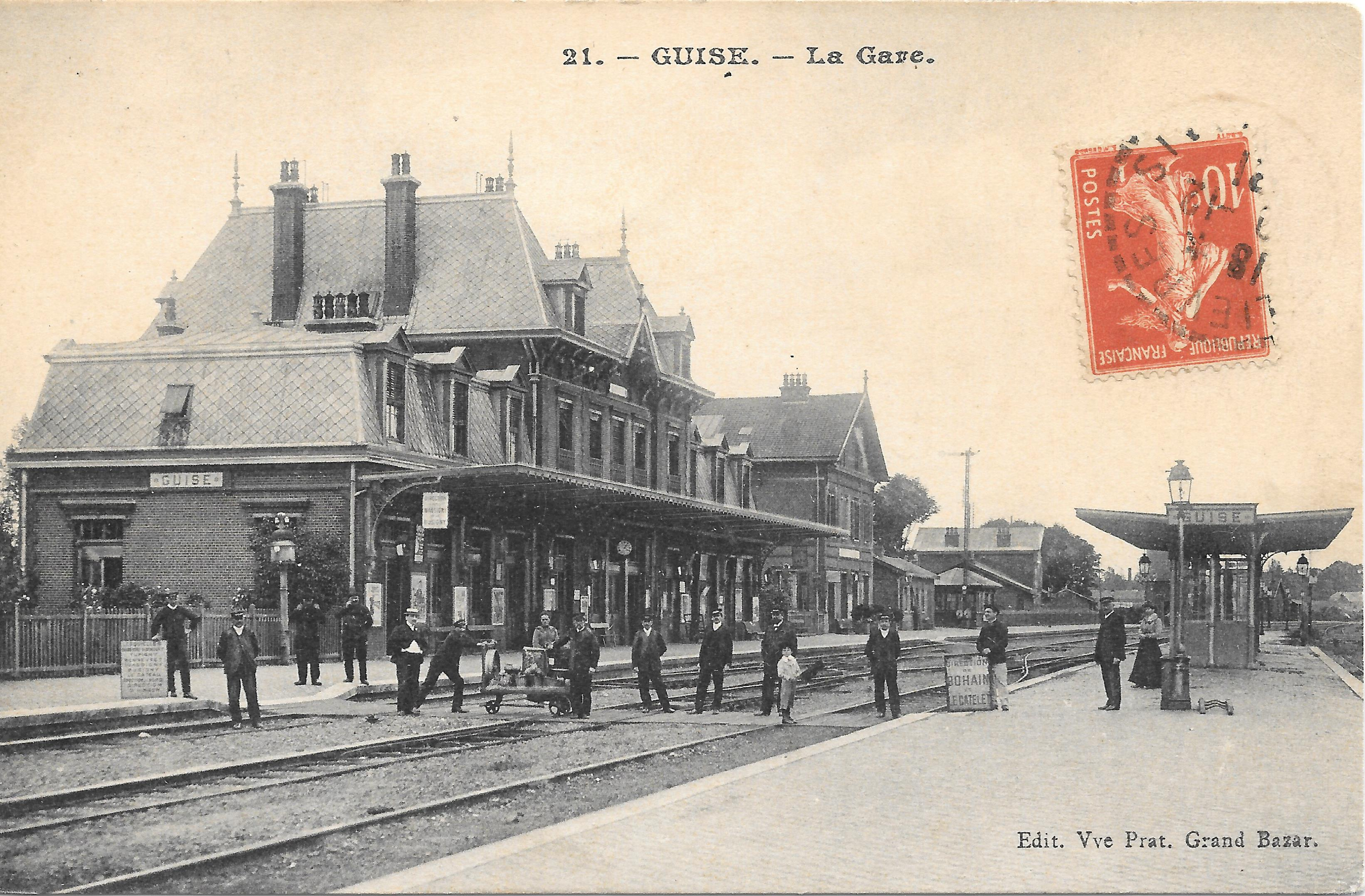
Station Guise rond 1910
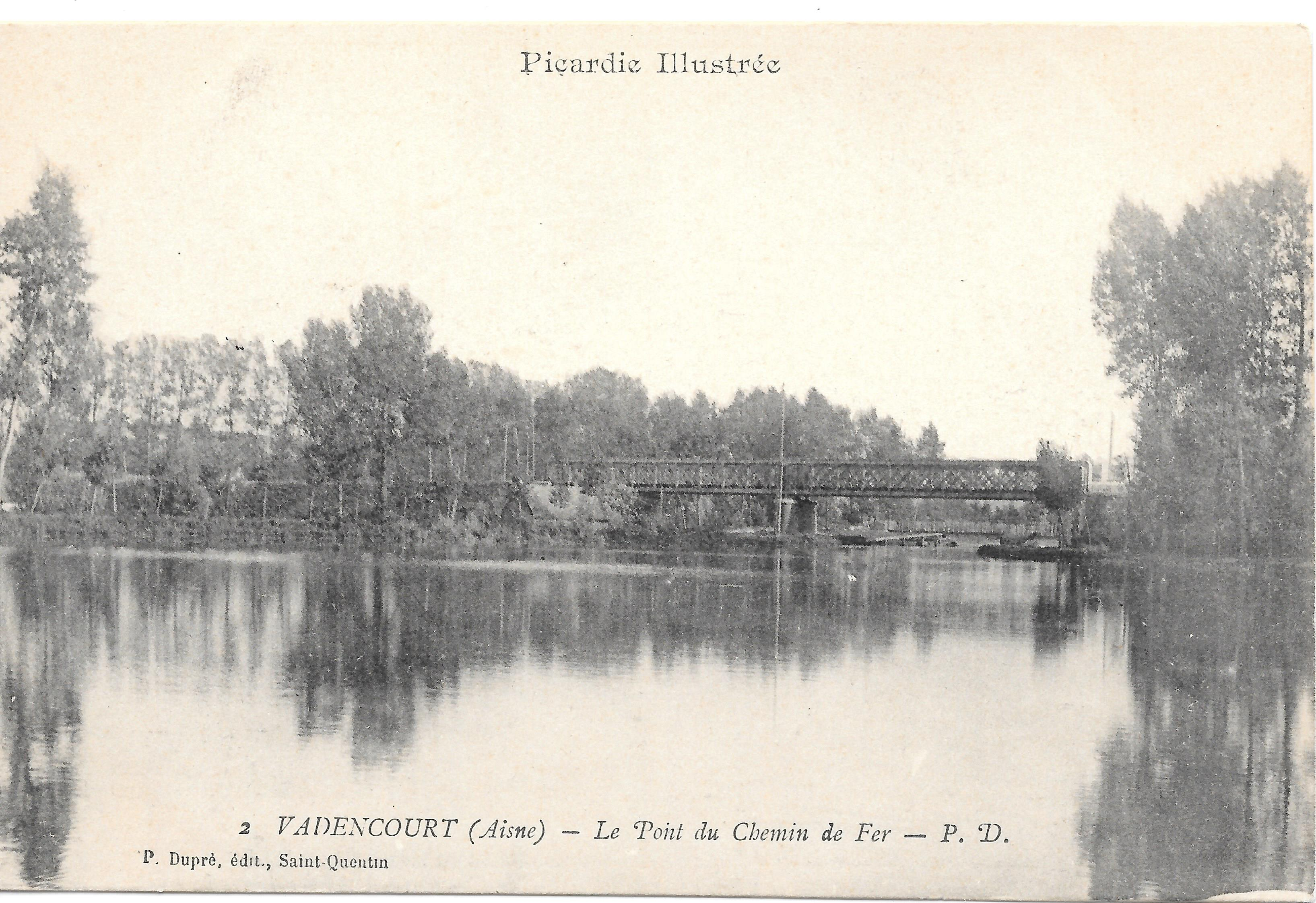
brug over de Samber bij Vadencourt
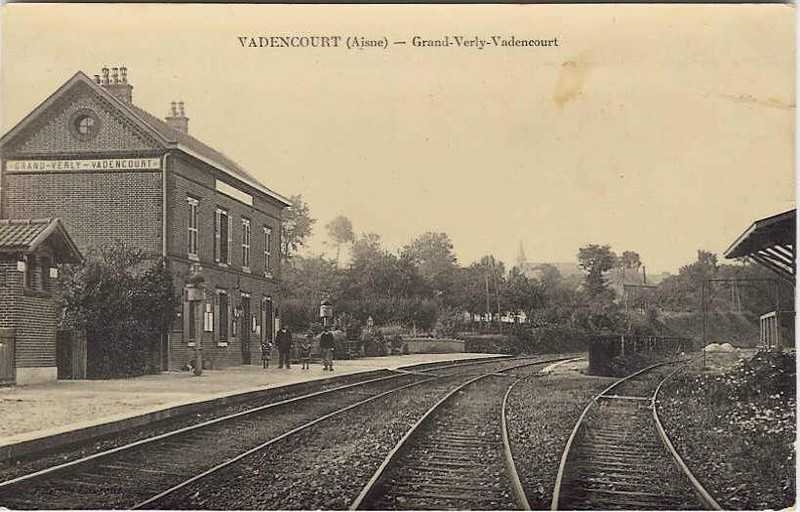
Station Grand-Verly rond 1910
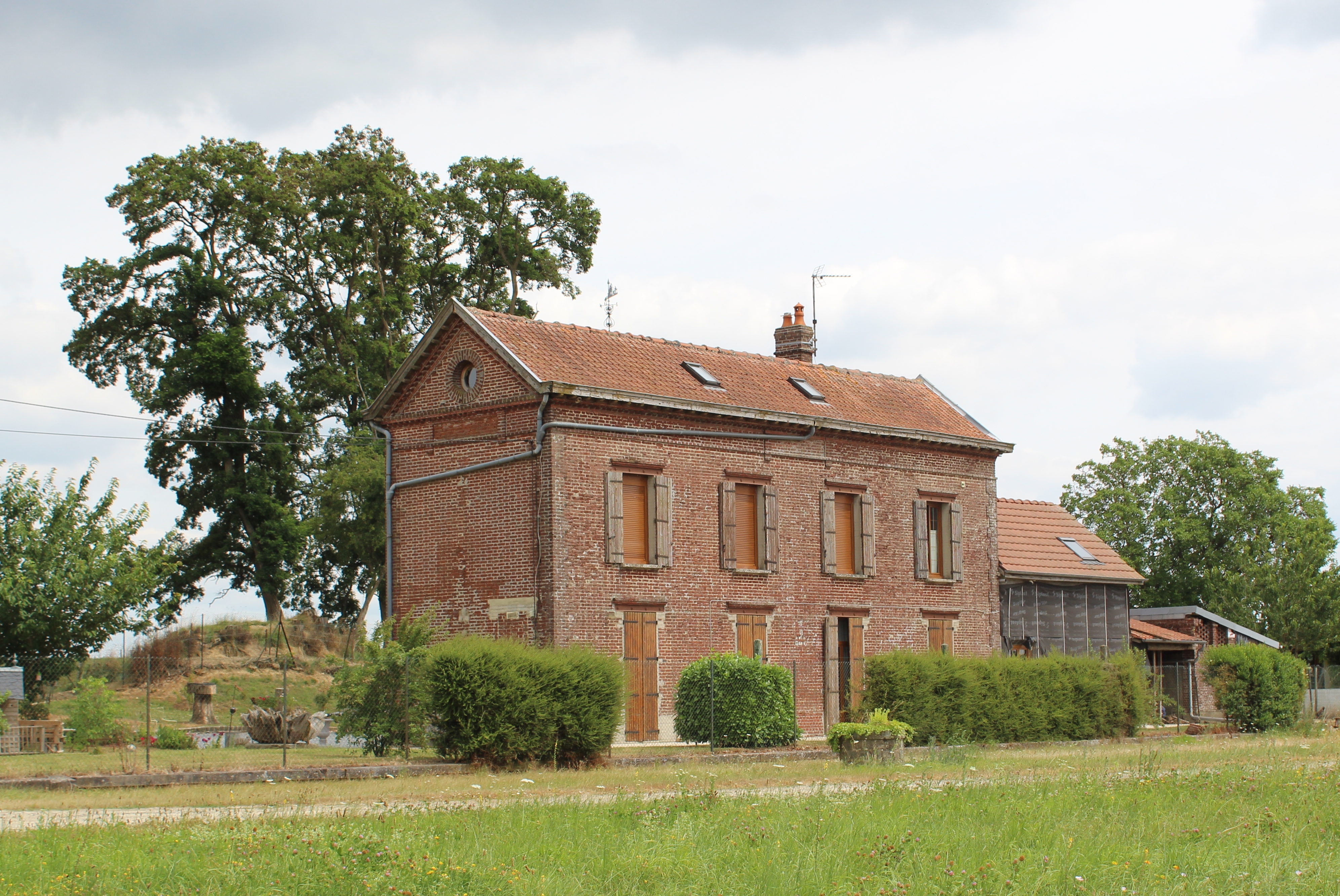
Station Puisieux in 2018